# Otto Hardwick

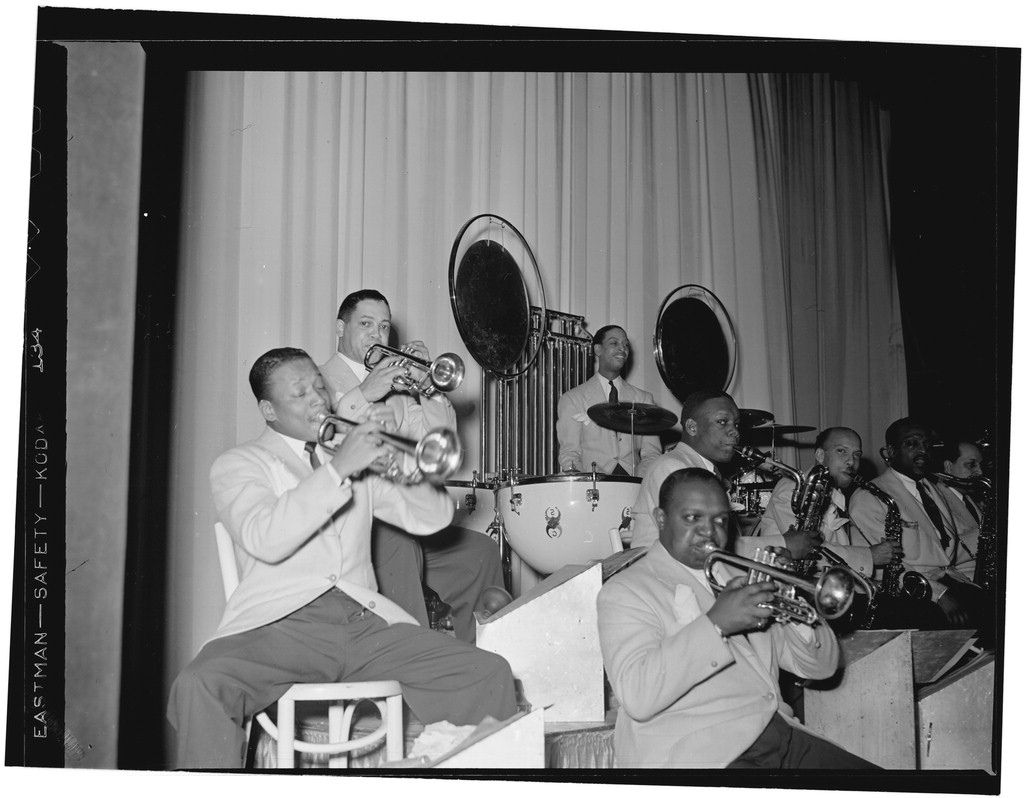
Von Rechts: Barney Bigard, Ben Webster, Otto Hardwick, Harry Carney, Rex Stewart, Sonny Greer, Wallace Jones (?), Ray Nance.
Fotografie von William P. Gottlieb.

Otto James Hardwick (* 31. Mai 1904 in Washington, D.C.; † 5. August 1970 ebenda), genannt Toby, war als Saxophonist (Alt, gelegentlich Bass, Bariton und Sopran) ein wichtiges langjähriges Mitglied des Duke-Ellington-Orchesters. Daneben spielte er auch als Bassist.

## Leben und Wirken
Hardwick begann als Bassist, wechselte dann aber auf Anregung von Duke Ellington 1920 zum Altsaxophon, er spielte aber auch später noch gelegentlich Bass und Violine (und beherrschte daneben auch Klarinette). Bei Ellington, einem Jugendfreund, spielte er schon in dessen Urbesetzung der Band, den „Washingtonians“, ab 1919. Im Jahr 1923 ging er mit diesen nach New York, wo Ellington die Leitung übernahm und wo sie 3 Jahre in einem Nachtclub am Times Square, dem Kentucky Club spielten. Da der lebenslustige Hardwick nicht immer sehr zuverlässig war, erhielt er in der Band den Spitznamen „Toby“, wie auch umgekehrt viele Bandmitglieder ihm ihren Spitznamen verdankten. 1928 wechselte er von Ellington nach Paris, wo er in einer Band des Bassisten John Ricks, in der Band von Nekka Shaw, mit Sidney Bechet und bei Noble Sissle spielte, war 1929 kurz bei Chick Webb und leitete ab 1930 eine eigene Band in New York (im Hot Feet Club), bei der zeitweise auch Fats Waller spielte (1930), James P. Johnson und Count Basie. Nach einer kurzen Zeit bei Elmer Snowden im Small´s Paradise in Harlem (bei dem er schon 1922 in Washington und bei den Washingtonians gespielt hatte) kehrte er 1932 zu Ellington zurück, wo allerdings Johnny Hodges inzwischen seinen Platz als Solist eingenommen hatte. Ende 1940 wirkte er beim legendären Konzert in Fargo, North Dakota mit. Im Mai 1946 trennte er sich im Streit von Ellington (es ging wieder einmal um die Freundin von Hardwick, außerdem hatte Hardwick das ständige Reisen satt) und zog sich – nachdem er noch 1947 einige Aufnahmen als Leader machte – von der Musik zurück. Er arbeitete auf der Tabakfarm seines Vaters in Maryland und war Angestellter im Hotelmanagement.
Er gilt als Ko-Autor von Sophisticated Lady (mit Ellington und dem Posaunisten Lawrence Brown, erste Aufnahme mit seinem Solo 1933), In a Sentimental Mood, Prelude to a Kiss, Hop Head (mit Ellington), Down in Our Alley Blues (mit Ellington).